# Cephaloscyllium ventriosum
Cephaloscyllium ventriosum е вид пилозъба акула от семейство Scyliorhinidae. Видът не е застрашен от изчезване.

## Разпространение и местообитание
Разпространен е в Мексико (Гереро, Долна Калифорния, Колима, Мичоакан, Наярит, Оахака, Синалоа, Сонора и Халиско) и САЩ (Калифорния).
Обитава крайбрежията и пясъчните и скалисти дъна на океани, морета, заливи и рифове в райони с тропически, умерен и субтропичен климат. Среща се на дълбочина от 2 до 457 m.

## Описание
На дължина достигат до 1,1 m.